# Doratogonus falcatus
Doratogonus falcatus é uma espécie de milípede da família Spirostreptidae.
É endémica da África do Sul.